# Lordosa
Lordosa is een plaats (freguesia) in de Portugese gemeente Viseu en telt 1884 inwoners (2001).